# Rádfalva
Rádfalva község Baranya vármegyében, a Siklósi járásban.

## Fekvése
Harkány nyugati vonzáskörzetében helyezkedik el, a szomszédos települések: északkelet felől Diósviszló, délkelet felől Drávaszerdahely, dél felől Drávacsepely, délnyugat felől Drávapiski, nyugat felől Kórós, északnyugat felől pedig Hegyszentmárton.

### Megközelítése
Csak közúton közelíthető meg, az 5814-es út felől Diósviszlón át az 58 117-es számú mellékúton. Kóróssal és az 5804-es út drávacsepelyi szakaszával változó minőségű, alsóbbrendű önkormányzati utak kötik össze.

## Története
Rádfalva (Rád, Drávarád) nevét 1077-ben említették először az oklevelek, Drawa, Draua formában.
I. László király 5 birtokon 200 háznépet (mansionses) adott a pécsváradi apátságnak.  Ezek egyike a Dráva síkságán feküdt, s határát leiratták. Az oklevél határleírásában szereplő Rádtartója (Radtorloua) és Radó hida helynév a falunak nevet adó Rád (Radó) nevét tartotta fenn, aki azonos lehet az 1057-ben a megyében birtokos Radó nádorral. A kémesi uradalom 1177 évi határjárásában ugyancsak a Szent Benedek, azaz a pécsváradi apátság birtokának mondják.

## Közélete

### Polgármesterei
- 1990–1994: Libor István (független)[3]
- 1994–1998: Libor István (független)[4]
- 1998–2002: Libor István (független)[5]
- 2002–2006: Libor István (független)[6]
- 2006–2010: Kaszáné Kovács Ágnes (független)[7]
- 2010–2013: Kaszáné Kovács Ágnes (független)[8]
- 2013–2014: Kasza Zoltán (független)[9]
- 2014–2019: Kasza Zoltán (Fidesz-KDNP)[10]
- 2019–2024: Kasza Zoltán (Fidesz-KDNP)[11]
- 2024– : Kasza Zoltán (Fidesz-KDNP)[1]

A településen 2013. május 12-én időközi polgármester-választást tartottak, az előző polgármester lemondása miatt.

## Népesség
A település népességének változása:
| Lakosok száma | 187  | 192  | 190  | 169  | 166  | 194  | 184  | 187  |
|               | 2013 | 2014 | 2015 | 2019 | 2021 | 2022 | 2023 | 2024 |

A 2011-es népszámlálás során a lakosok 72,4%-a magyarnak, 8,3% cigánynak, 0,5% németnek mondta magát (27,1% nem nyilatkozott; a kettős identitások miatt a végösszeg nagyobb lehet 100%-nál). A vallási megoszlás a következő volt: római katolikus 42,7%, református 10,4%, evangélikus 1%, felekezeten kívüli 4,2% (41,1% nem nyilatkozott).
2022-ben a lakosság 90,2%-a vallotta magát magyarnak, 3,1% cigánynak, 0,5% egyéb, nem hazai nemzetiségűnek (9,8% nem nyilatkozott; a kettős identitások miatt a végösszeg nagyobb lehet 100%-nál). Vallásuk szerint 32,5% volt római katolikus, 13,9% református, 0,5% evangélikus, 0,5% görög katolikus, 0,5% egyéb keresztény, 1,5% egyéb katolikus, 22,7% felekezeten kívüli (27,8% nem válaszolt).

## Nevezetességei
- Református temploma – 1840-ben épült, klasszicista stílusban.